# اغتيال علي صياد الشيرازي
تم اغتيال علي صياد شيرازي، نائب رئيس هيئة الأركان العامة للقوات المسلحة الإيرانية، في 10 أبريل 1999، في ساعة 6:45 صباحا بالتوقيت المحلي أمام منزله في طهران أثناء مغادرته للعمل. قُتل على يد عميل من منظمة مجاهدي خلق، وهي جماعة معارضة إيرانية، تم تنكره كمنظف للشوارع وسلم رسالة إلى السيد شيرازي قبل إطلاق النار عليه.

## خلفية
كانت هناك عدة هجمات على مسؤولين كبار في إيران في الأشهر التي سبقت اغتيال السيد شيرازي، من بينهم قاضٍ رفيع، علي رازيني، رئيس أكبر منظمة خيرية في إيران، ومحسن رفيغدوست، الذي أُصيب بجروح خلال محاولات اغتيال منفصلة. وفقًا لمتحدث باسم مجاهدي خلق، وهي جماعة معارضة إيرانية تدعو إلى إنهاء النظام الديني الإيراني، نفذت العديد من وحدات الجماعة عمليات القتل في شمال طهران. أعلن مجاهدي خلق مسؤوليته عن اغتيال أسد الله لاجوردي، وهو مدعي عام سابق في إيران ورئيس هيئة السجون الإيرانية. تم اغتياله في 23 أغسطس 1998.
كان علي صياد شيرازي قد قاد شخصيًا العديد من الهجمات الإيرانية الرئيسية في الحرب العراقية الإيرانية، وحصل على لقب «الرجل الحديدي.»

## اغتيال
قُتل علي صياد شيرازي برصاص قاتل مجهول أثناء مغادرته المنزل للعمل. تم نقله إلى مستشفى فرهنغ حيث أعلن وفاته. قام المهاجم بتنكر نفسه باعتباره منظف الشوارع. حسب الشهود، تلقى صياد شيرازي ثلاث رصاصات. ووصف ابنه مهدي، الذي كان حاضرا في مكان الاغتيال، الحادث:
 قُتل صياد شيرازي لدوره في سحق الهجوم العسكري لجماعة مجاهدي خلق على إيران. حسب رحيم صفوي، بعد 11 سنة من وفاة صياد شيرازي، تم تنفيذ عملية الاغتيال بأمر من صدام حسين.

### مرتكب الجريمة
صرح شاهين قبادي، المتحدث باسم مجاهدي خلق في باريس، لوكالة أسوشيتد برس في القاهرة عبر مكالمة هاتفية بأن «وحدات المجموعة داخل إيران كانت مسؤولة عن القتل». وصفت وسائل الإعلام الإيرانية زهرا قائمي بأنها مسؤولة عن فريق الاغتيال.

### بعد الحادث
أقيمت جنازة صياد شيرازي في اليوم التالي للهجوم. شارك المرشد الأعلى الإيراني آية الله علي خامنئي في الجنازة. وفقًا لما قاله نجل صياد شيرازي مهدي، فإن ملف الاغتيال يحاكم من قبل محكمة في فرنسا، وقد استدعته المحكمة في عام 2009 لتوضيح الحادث.